# باتريك ديبيونا
باتريك ديبيونا (بالهولندية: Patrick Dybiona)‏ (مواليد 12 سبتمبر 1963) هو سبّاح هولندي، مثّل بلاده في الألعاب الأولمبية الصيفية 1988.

## روابط خارجية
باتريك ديبيونا على موقع الاتحاد الدولي للسباحة (الإنجليزية)
- باتريك ديبيونا على موقع أوليمبيديا (الإنجليزية)